# تشارلي وليامز (لاعب كرة قاعدة)
تشارلي وليامز (بالإنجليزية: Charlie Williams)‏ هو لاعب كرة قاعدة أمريكي، ولد في 11 أكتوبر 1947 في فلاشينغ ‏ في الولايات المتحدة، وتوفي في 27 يناير 2015 في بورت أورنج في الولايات المتحدة.

## وصلات خارجية
- تشارلي وليامز على موقع دوري كرة القاعدة الرئيسي (الإنجليزية)
- تشارلي وليامز على موقعبيزبول رفرنس.كوم (الدوري الرئيسي) (الإنجليزية)
- تشارلي وليامز على موقعبيزبول رفرنس.كوم (الدوري الثانوي) (الإنجليزية)
- تشارلي وليامز على موقع إي إس بي إن.كوم (أم.أل.بي) (الإنجليزية)
- تشارلي وليامز على موقع مشجعي الرسوم البيانية (الإنجليزية)